# Diecezja Armawiru
Diecezja Armawiru – diecezja Apostolskiego Kościoła Ormiańskiego z siedzibą w Armawirze w Armenii.
Aktualnym (2022) biskupem diecezji jest Sion Adamian.